# Münichholz
Münichholz ist ein Stadtteil der Stadt Steyr in Oberösterreich, und entspricht der Katastralgemeinde Hinterberg. Die ehemals in Niederösterreich liegenden Ortschaften wurden 1938 Oberösterreich angegliedert.

## Geographie
Die Ortslage befindet sich nordöstlich vom Stadtzentrum, auf der rechten (östlichen) Seite der Enns am östlichen Stadtrand direkt an der niederösterreichischen Landesgrenze. Er liegt flussabwärts der Ramingbachmündung, auf um die 290–310 m ü. A. Höhe.
Münichholz im eigentlichen Sinne ist das westliche Siedlungs- und Augebiet direkt am Ennsknie, Hinterberg das östliche Industriegebiet auf der Terrasse am Fuß des Wachtbergs und Heubergs.
Der Stadtteil mit 394,2 Hektar umfasst etwas unter 1400 Adressen mit knapp 6500 Einwohnern.
| Gleink (KG) Dornach                     | Hausleiten (Stt.) Enns                      | Ramingdorf (KG, Gem. Behamberg, Bez. Amstetten, NÖ)                                |
| Resthof Steyr (KG) Enns Ort (Stt.) Enns | Kompassrose, die auf Nachbargemeinden zeigt | Heuberg Wanzenöd (KG) Wachtberg Blindhof (alle Gem. Behamberg, Bez. Amstetten, NÖ) |
| Fischhub Ennsdorf (Stt.)                | Waldrandsiedlung Jägerberg (KG)             | Bürstmayrsiedlung Kleinraming (KG)(beide Gem. St. Ulrich b. Steyr)                 |

## Geschichte
Hier befand sich schon in der Römerzeit ein Gehöft, vielleicht in Verbindung mit Eisenbearbeitung. Es wurde in den 1990ern bei der Notgrabung im Zuge der Errichtung der Steyrer Nordspange (B122a) befundet. Sonst fehlen in Steyr aber Belege einer mutmaßlichen Straßenstation.
Das Minichholz war ursprünglich das Waldgebiet an der Ramingbachmündung bei Ramingdorf. Diese Ortschaft gehörte zu Haidershofen, das bis 1784 Stiftspfarre des Klosters Gleink war. Darauf bezieht sich der Name (‚Mönchswald‘). Hier sind für 1437 13 Häuser urkundlich. Der Ramingdorfer Althof datiert ins 9. Jahrhundert, der Edelsitz Ramingdorf erscheint schon an der Wende des 13./14. Jahrhunderts, die Herrschaft war meist in Händen Steyrer Familien.
Neben Münichholz mit einer Fläche von 1,84 km² wurde um 1830 hier auch die Steuergemeinde Hinterberg gebildet, inzwischen eigenständigere Ortslagen. Zu der Zeit hatte Münichholz 23 Häuser mit 135 Einwohnern, Hinterberg 13 Häuser mit 74 Einwohnern, Hammer 7 Häuser mit 25 Einwohnern, und Ramingdorf 19 Häuser mit 129 Einwohnern.
Mit Schaffung der Ortsgemeinden 1848/49 wurden beide Katastralgemeinden Teil der unterennsischen politischen Gemeinde Behamberg, gehörig zum Viertel ober dem Wienerwald.
Die beiden entsprechenden Ortschaften hießen aber Ramingdorf respektive Hammer, erst in den 1920ern erscheinen die Ortschaftsnamen Münichholz und Hinterberg.
1868 wurde die Strecke St. Valentin–Steyr der k.k. priv. Kronprinz Rudolf-Bahn (heute Ennstal-Nebenstrecke der Rudolfsbahn) eröffnet, die hier über Hinterberg zum Bahnhof in Ennsdorf führt.
Schon 1922 begann die Österreichische Waffenfabriksgesellschaft zu Ennsdorf (1924 Steyr-Werke AG, 1934 Steyr-Daimler-Puch AG) in Hammer mit der Produktion von Kugellagern, das Werk (ehemals Steyr Wälzlager) ist seit 1988 SKF Steyr. Aus den Anlagen für den Motorenbau entstand das heutige BMW Motoren-Werk. 1956 verlagerte Steyr-Daimler-Puch auch eine Gießerei hierher (seit 1988 SLR-Guss).
Einen entscheidenden Einschnitt in die Geschichte von Münichholz brachte der Einmarsch der Nationalsozialisten am 13. März 1938 in Österreich. Der Stadtteil in seiner jetzigen Form steht in engem Zusammenhang mit der Aufrüstung der Wehrmacht und den Aufgaben, die der Stadt Steyr und den Steyr-Werken zugedacht waren. Diese wurden den Hermann-Göring-Werken angeschlossen, und auf Rüstungsindustrie umgestellt.
Auch zwecks Errichtung einer Großsiedlung wurde Münichholz per 15. Oktober 1938 der Stadt Steyr angegliedert. Gleichzeitig wurden die beiden Ortschaftsbestandteile Münichholz und Hinterberg – letzteres umfasste das heutige Industriegebiet – zum XI. Stadtbezirk und der Ortschaft Münichholz und der flächengleichen Katastralgemeinde Hinterberg vereinigt.
Zu der Zeit hatte die Ortschaft 221 Bewohner, vorwiegend Bauern.
In der Zeit vom 22. September 1938 bis zum 18. August 1939 wurden die Bewohner von 29 Anwesen (Bauernhöfen) ausgesiedelt.
Das Regime errichtete eine nationalsozialistische Mustersiedlung, die Werksiedlung Münichholz, die im Endausbau bis zu 20.000 Menschen Wohnungen bieten sollte. Daneben gab es an der Haagerstraße mit dem KZ-Nebenlager Steyr-Münichholz auch ein Außenlager des KZ Mauthausen, mit bis zu 3090 Häftlingen. Diese wurden bei den Steyrwerken zu Bauarbeiten sowie bei der Stadtgemeinde Steyr zum Hallen- und Straßenbau und zur Erstellung von Luftschutzstollen herangezogen. Dabei gab es vielerlei Übergriffe, Misshandlungen und „Erschießungen auf der Flucht“.
Als 1938 mit dem Bau von Münichholz begonnen worden war, war für Administration belanglos, dass dieses Gebiet zu Niederösterreich gehörte. Die Reichsgaue (Oberdonau und Niederdonau) wurden ohne viel Aufhebens anders eingeteilt. Nach Kriegsende wurde an und für sich das österreichische Recht als Ganzes in den Zustand von vor dem Anschluss zurückversetzt (Rechts-Überleitungsgesetz 1945), was sich aber nur auf grundlegende demokratische Werte bezog. Sonstige Regelungen wurden „bis zur Neugestaltung“ in Geltung gesetzt (§ 2 R-ÜG). Damit war der Status der Verschiebung der Landesgrenze, die auch die Grenze der amerikanischen und sowjetischen Besatzungszone war, unklar. Bis August 1945 war die Stadt gänzlich an der Steyr geteilt, dann wurde die Grenze auf die heutige Landesgrenze zurückgenommen, Münichholz gehörte aber zur sowjetischen Besatzungszone.
Am 7. Juli 1948 beschloss der oberösterreichische Landtag ein Stadtstatut von Steyr, in dem Münichholz als ein Teil von Steyr genannt wird. Niederösterreichischerseits wurde es aber noch als Behamberger Gemeindeteil geführt. Nach Abschluss des Staatsvertrages 1955, mit dem auch die ursprünglichen Landesgrenzen wieder in Kraft traten, begannen Verhandlungen über Münichholz, welches nun laut Landesrecht zu Steyr und Oberösterreich, aber nach dem Bundesgesetz zu Niederösterreich gehörte. Laut Bundesverfassungsgesetz vom 16. Dezember 1958, rückwirkend mit 1. Mai 1945 in Kraft getreten, kam Münichholz von Niederösterreich endgültig zu Oberösterreich und der Stadt Steyr. Die Überlassung wurde mit 25 Millionen Schilling (etwa knapp 2 Mio. Euro) abgegolten.
Schon 1945 erhielt der Ort eine Notkirche: Die Alte Pfarrkirche Münichholz, eine Christkönigskirche, geht auf die geheime Lagermission des Jesuiten Josef Meindl, Pfarrer zu St. Michael, ab 1941 zurück. 1950 entstand der Pfarrhof. Ab 1964 wurde die Neue Pfarrkirche samt Pfarrzentrum erbaut. 1967–1974 entstand das Berufsschulzentrum.
Seit dem neuen Stadtstatut 1992 wird Münichreit nicht mehr als XI. Bezirk geführt.
Die Steyrer Nordspange B122a mit einer neuen Ennsbrücke hinüber nach Dornach wurde bis 2001 erbaut.

## Wirtschaft, Infrastruktur, Kultur
Wichtigste Unternehmen

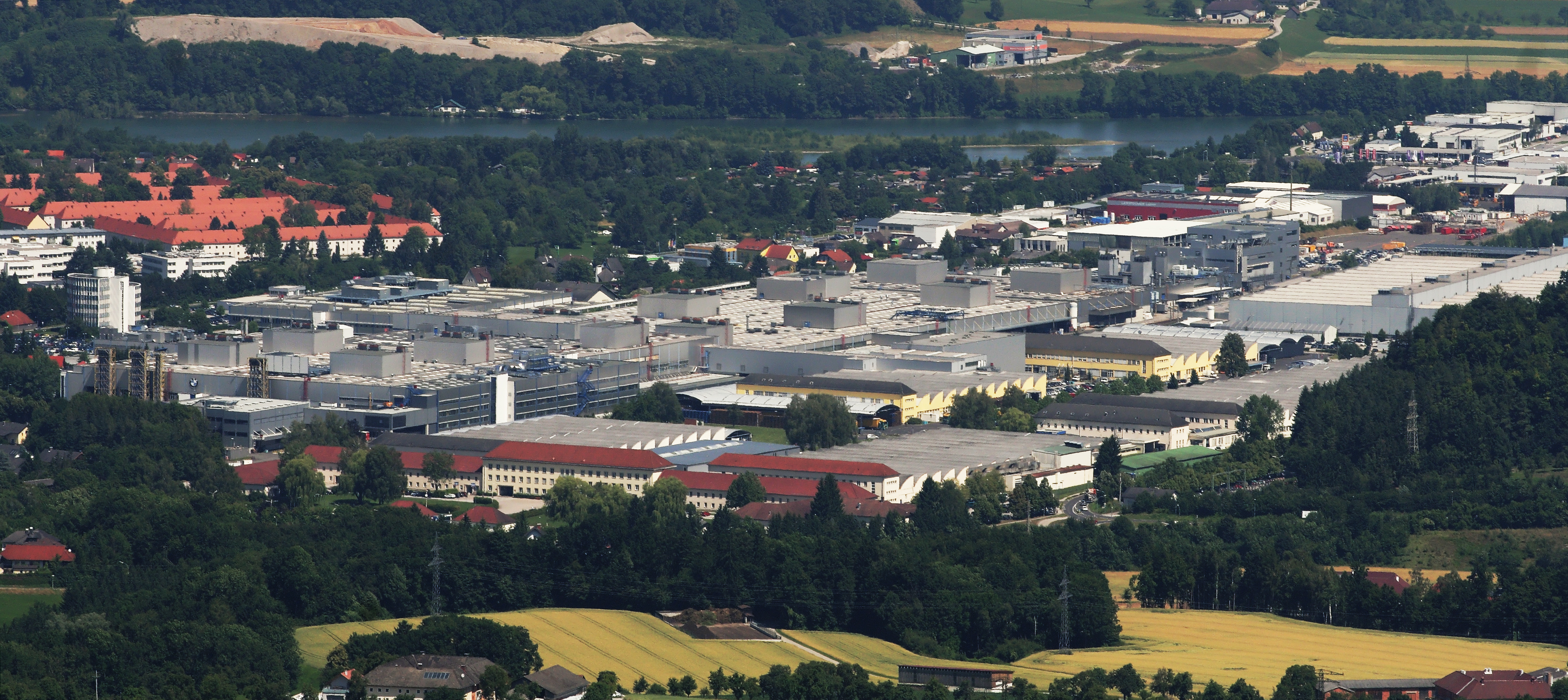
SKF-Wälzlagerwerk und BMW-Motoren

- BMW-Motoren (BMW Group Werk Steyr, ca. 4500 Mitarbeiter)[12]
- SKF-Kugellager[11] (ca. 1000 Mitarbeiter)[20]
- SLR-Gusswerk (ca. 250 Mitarbeiter)[13]

Verkehr
Hauptverkehrsachse ist die Steyrer Nordspange B122a der Voralpen Straße (Amstetten – Steyr).
Der Haltepunkt Steyr-Münichholz liegt an der Ennstalstrecke der Rudolfsbahn.
Münichholz verfügt über eine eigene Buslinie der Steyrer Stadtwerke. Die Linie 1 Münichholz.
Sehenswürdigkeiten
- Alte Pfarrkirche Christ König (Notkirche)
- Neue Pfarrkirche Christ König
- Werksiedlung (denkmalgeschützt, Ensemble mit zahlreichen weiteren ähnlichen Bauten)

Siehe auch: Liste der denkmalgeschützten Objekte in Steyr-Hinterberg
Natur
Der Stadtteil hat einen hohen Anteil von Wald- und Grünflächen, mit dem Münichholzer Wald als noch geschossenes Auwaldgebiet. Das Ennsknie mit dem Konglomerat-Steilabfall zum Fluss liegt in der letzten freien Fließstrecke der Enns in Oberösterreich.

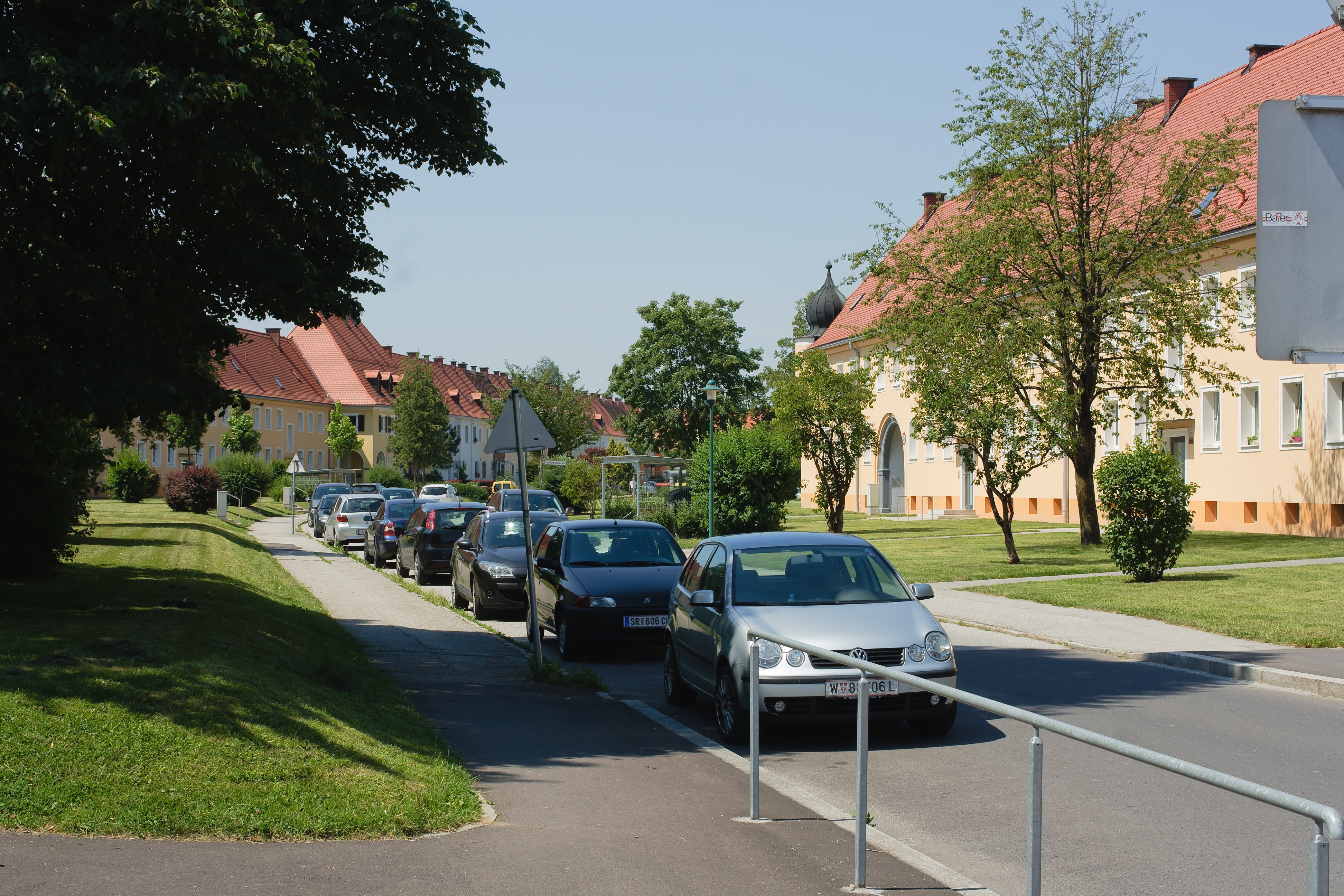
Leo-Gabler-Straße mit Blockbebauung
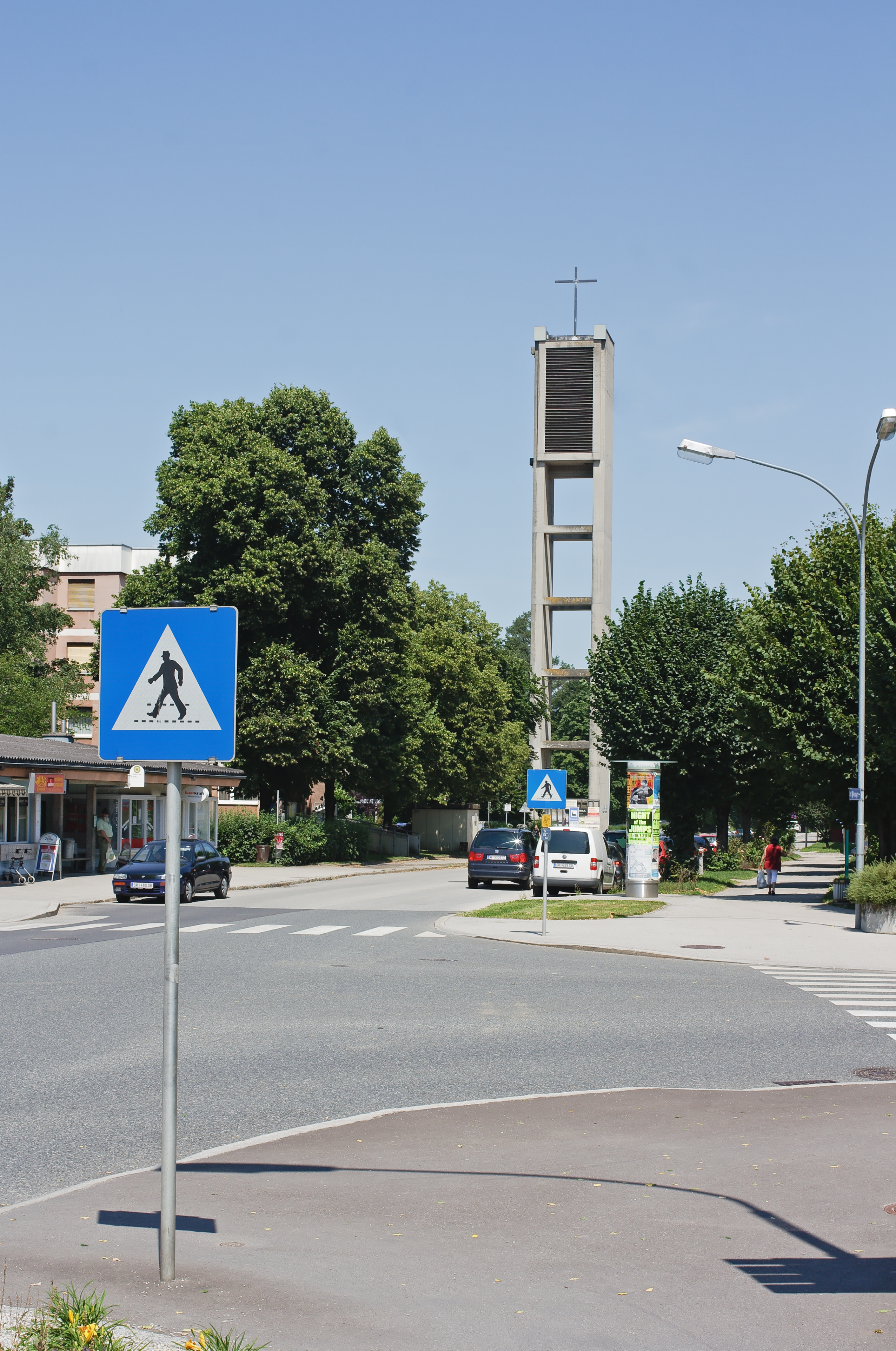
Karl-Punzer-Straße mit Turm der Neuen Pfarrkirche. Rechts: Hans-Wagner-Straße
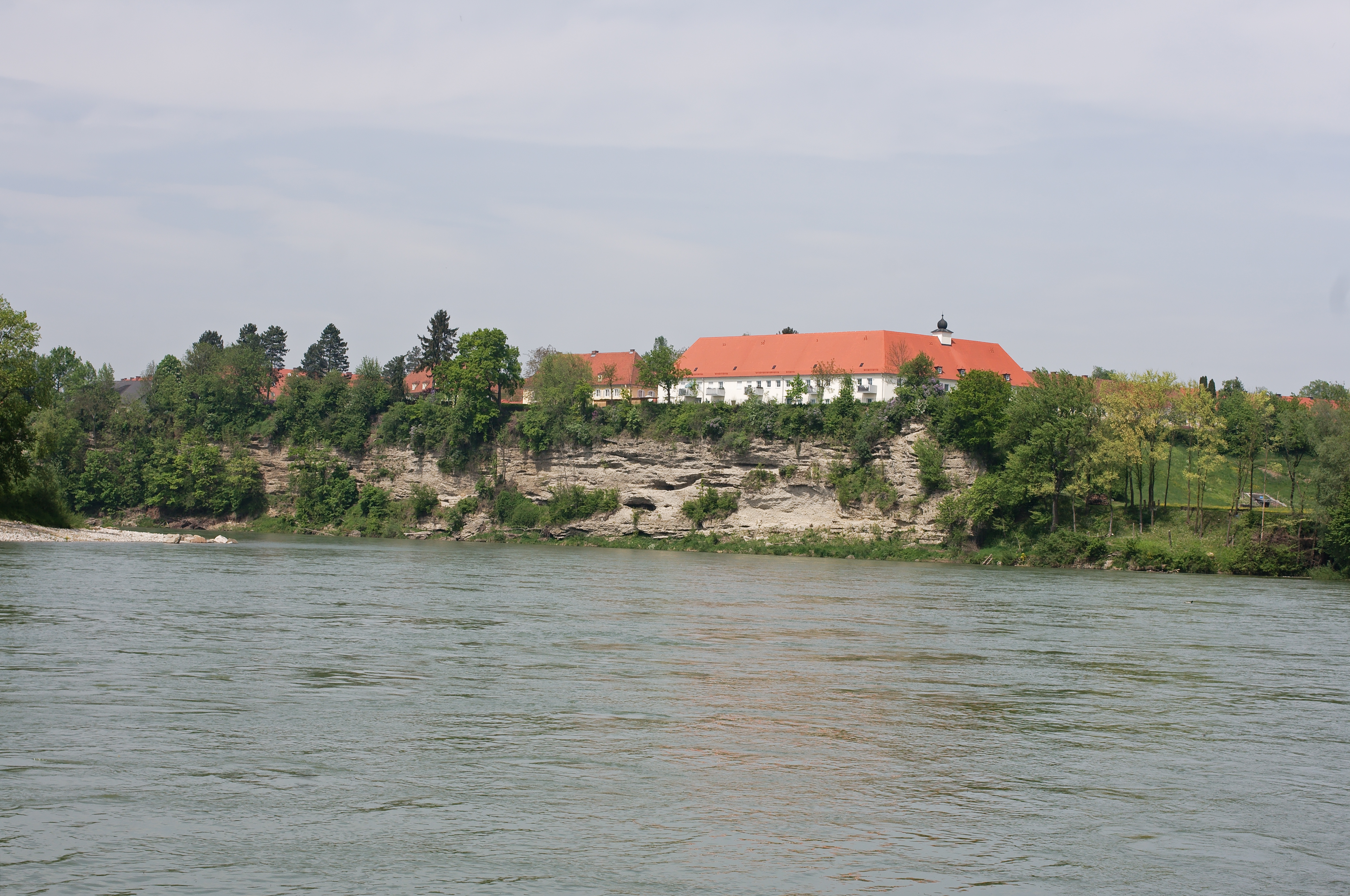
Das Ennsknie mit dem Konglomerat-Steilabfall
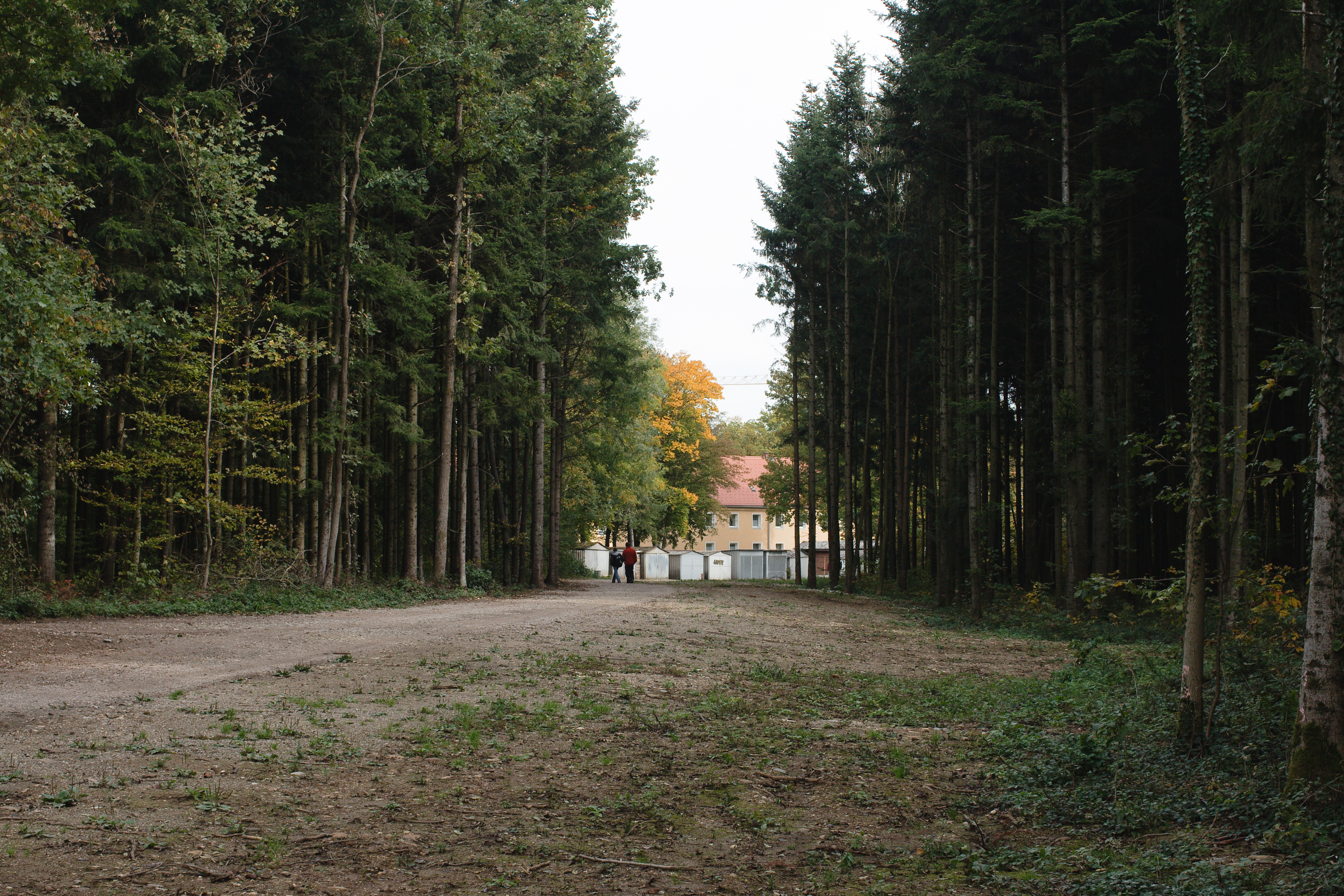
Wald in Münichholz